# Redondos
Redondos é uma localidade portuguesa do Município da Figueira da Foz com 85 habitantes (2011).

## Freguesia
Povoação antiquíssima, fez parte do concelho, designado por Buarcos e Redondos, extinto em 12 de Março de 1771 e integrado no município da Figueira da Foz a partir dessa data. Ainda com o estatuto de freguesia, pertencia à Figueira da Foz em 1826 e depois disso, foi anexada a Buarcos.

## Cronologia
- 1561 - construção do pelourinho (o couto de Redondos teve honras de vila, pelo que constituiu um município)
- 1771, 12 Março - data em que a povoação foi integrada na Figueira da Foz[2]
- 1794 - é anexada à vila de Buarcos[3]

## Património
- Pelourinho de Redondos
- Torre de Redondos